# سیارک ۵۱۲۲
سیارک ۵۱۲۲ (به انگلیسی: 5122 Mucha، نامگذاری:1989AZ1) پنج هزار و صد و بیست و دومین سیارک کشف شده‌است که در ۳ ژانویه ۱۹۸۹ کشف شد.
قدر مطلق سیارک برابر ۱۲٫۲۰ است.